# Helga Schulz

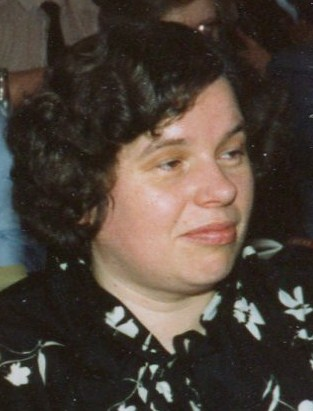
Helga Schulz

Helga Schulz (geboren am 7. November 1939 in Bremen; gestorben am 7. Januar 2021 in Passau) war eine deutsche Finanzbeamtin und frauenpolitisch engagierte Verbands- und Gewerkschaftsfunktionärin. Von 1996 bis 2000 stand sie als Vorsitzende dem Deutschen Frauenrat, Deutschlands größter Frauenlobby, vor.

## Leben und Wirken
Helga Schulz wurde in Bremen geboren. Unmittelbar nach ihrem Abitur 1959 in Minden begann sie ihren Dienst als Finanzanwärterin in der Hamburger Steuerverwaltung. 1962 bestand sie die Laufbahnprüfung für den Gehobenen Dienst und durchlief eine Karriere in der Hamburger Finanzverwaltung bis zur Hauptsachgebietsleiterin. Nach mehr als 45 Dienstjahren wurde sie am 30. November 2004 in den Ruhestand verabschiedet.
Neben ihrer Tätigkeit als Finanzbeamtin engagierte sie sich viele Jahre gewerkschaftlich und war ab 1988 Vorsitzende des einflussreichen und durchsetzungsstarken Landesverbandes Hamburg der Deutschen Steuer-Gewerkschaft (DSTG). Als sie nach 15 Jahren den Vorsitz abgab, schrieb Die Welt 2003 über sie: „Helga Schulz ist die wohl netteste Finanzbeamtin in Hamburg. Mit ihrem ansteckenden Lachen und ihrer plastischen Sprache hat sie nicht nur ihre Kollegen, sondern auch die Finanzsenatoren zu faszinieren gewusst.“
Als Fachfrau für den Lohnsteuerbereich hat sich unter anderem für die Abschaffung des Splittingtarifs bei der Einkommensteuer eingesetzt, weil sie dies mit ihrer steuerlichen Expertise als großes Hemmnis für die gleichberechtigte Teilhabe der Frauen am Arbeitsmarkt ansah. Als Vorsitzende des Deutschen Frauenrates strengte sie unter anderem erstmals eine bundesweite Unterschriftenaktion zur finanziellen Entlastung von Familien an. 
Die Zahl ihrer Veröffentlichungen ist mit mehr als 300 Vorträgen zu Steuer-, Renten- und Frauenfragen, die sie vor unterschiedlichen Organisationen gehalten hat, groß. 
Im Laufe ihres Lebens bekleidete Helga Schulz zahlreiche Ehrenämter, die sie im Streben nach Gleichberechtigung ausfüllte. Sie war Vorsitzende des Deutschen Frauenrates (1996–2000), Vorsitzende der dbb Bundesfrauenvertretung, der Arbeitsgemeinschaft sozialdemokratischer Frauen (ASF) in Hamburg (2006–2008) sowie des Verbandes alleinerziehender Mütter und Väter (2008–2016) des Landesverbandes Hamburg.

## Auszeichnungen
Helga Schulz wurde 2001 mit dem Bundesverdienstkreuz am Bande ausgezeichnet.
Der Landesfrauenrat Hamburg ehrte sie im Januar 2013 mit der Hammonia. Dieser Preis zu Ehren der Hamburger Stadtgöttin wird jährlich an Frauen verliehen, die sich engagiert für die Rechte von Frauen und für die Gleichstellung von Männern und Frauen einsetzen.